# Nu-Clear Sounds
Nu-Clear Sounds est un album du groupe Ash sorti le 5 octobre 1998. 

## Titres
1. Projects – 3:53
2. Low Ebb – 5:00
3. Jesus Says – 4:44
4. Wildsurf – 3:26
5. Death Trip 21 – 4:08
6. Folk Song – 4:54
7. Numbskull – 3:09
8. Burn Out – 4:02
9. Aphrodite – 4:17
10. Fortune Teller – 3:22
11. I'm Gonna Fall – 5:13

Éditions alternatives
La version américaine de l'album inclut A Life Less Ordinary (du film Une vie moins ordinaire), la version japonaise comporte Taken Out et A Life Less Ordinary. Les morceaux Jesus Says, Wildsurf et Folksong sont remixés par Butch Vig pour les éditions américaine. L'édition australienne comporte deux inédits, Radiation et Dancing on the Moon.